# Monumento naturale Faggeto di Allumiere
Il Faggeto di Allumiere è un territorio naturale protetto, che si trova nel territorio comunale di Allumiere, nella Città metropolitana di Roma Capitale, nel nord-ovest del Lazio.

## Territorio
L'area protetta corrisponde alle cime del Monte Elceto, che sovrasta l'abitato di Allumiere. 
L'area riveste particolare importanza per la presenza di una faggeta depressa, ossia di un bosco di alberi di faggio ad una quota inferiore rispetto a quelle normale per questo tipo di albero (solitamente sopra gli 800 metri).
Nell'area sono presenti alcuni cave di allunite, da cui si ricava con un complesso procedimento industriale l'allume, scoperte da Giovanni da Castro nel 1462, che poi diedero il nome all'abitato.

## Fauna
Tra le specie faunistiche, si segnala la presenza del ghiro, della donnola, della faina e del tasso e,  tra gli uccelli, quella della cinciarella, della cinciallegra e del Falco pecchiaiolo.

## Flora
Oltre al faggio, nell'area è comune trovare altri alberi e piante come l'acero, il carpino, il pungitopo, l'agrifoglio, l’alloro e il leccio.